# Резников, Анатолий Израилевич
Анато́лий Изра́илевич Ре́зников (20 декабря 1940, Белосток, БССР, СССР — 31 января 2018, Золинген, Германия) — советский и российский режиссёр мультипликационных фильмов. Заслуженный деятель искусств Российской Федерации (2012).

## Биография
Родился 20 декабря 1940 года в городе Белосток, детство и юность провёл в Тбилиси. В 1958 году окончил Тбилисское училище живописи и в 1961 году поступил на работу в Центральную студию документальных фильмов в Москве. На ЦСДФ увлёкся мультипликацией, на курсах повышения квалификации стал учиться делать рисованную мультипликацию.
В 1968 году окончил факультет промышленной эстетики Московского высшего художественно-промышленного училища (бывшее Строгановского училище) по специальности художник-дизайнер.
В 1970 году в качестве художника-мультипликатора пришёл на центральное телевидение, в Творческое объединение «Экран», где создавалась студия «Мульттелефильм». Первые работы в качестве режиссёра — музыкальные сказки «Соломенный бычок» (1971), «Жук — кривая горка» (1973), «Автомобиль с хвостиком» (1974), «Утренняя музыка» (1974).
Известность Анатолию Резникову принесли мультфильм «Раз ковбой, два ковбой» (пародия на вестерн, в которой Андрей Миронов озвучил всех героев) и серия фильмов о приключениях кота Леопольда по сценариям Аркадия Хайта (за создание которой авторская группа в 1985 году была удостоена Государственной премии СССР).
После 22-летнего перерыва в 2015 году Анатолий Резников возобновил работу над мультфильмами. В честь 75-летия режиссёра вышел его новый мультсериал — «Новые приключения кота Леопольда», созданный совместно с итальянскими мультипликаторами. Премьера мультсериала состоялась в начале 2016 года.
Был женат, есть дочь Илона.
В последние годы жизни болел раком, почти потерял зрение. Скончался в немецком городе Золинген 31 января 2018 года. Похороны состоялись в Вуппертале.

## Фильмография

### Режиссёр
- 1971 — Соломенный бычок
- 1972 — Турист
- 1973 — Жук — кривая горка
- 1973 — Автомобиль с хвостиком
- 1974 — Утренняя музыка
- 1975 — Леопольд и золотая рыбка
- 1975 — Месть кота Леопольда
- 1976 — Птичий праздник
- 1977 — Чемпион в лесу
- 1978 — Робинзон Кузя
- 1978 — А к нам цирк приехал (короткометражный)[7]
- 1979 — Вовка-тренер
- 1979 — Дом для леопарда
- 1980 — Баскетбол
- 1980 — Бокс
- 1980 — Велоспорт
- 1980 — Водное поло
- 1980 — Клякса
- 1981 — Клад кота Леопольда
- 1981 — Телевизор кота Леопольда
- 1981 — Раз ковбой, два ковбой
- 1982 — Прогулка кота Леопольда
- 1982 — Копейка
- 1982 — День рождения кота Леопольда
- 1983 — Лето кота Леопольда
- 1984 — Заповедник
- 1984 — Интервью с котом Леопольдом
- 1984 — Кот Леопольд во сне и наяву
- 1985 — Чертёнок с пушистым хвостом
- 1986 — Поликлиника кота Леопольда
- 1987 — Автомобиль кота Леопольда
- 1988 — Телеманы
- 1989 — Крик
- 1989 — Гордиев узел
- 1990 — Из пушки на луну и далее без остановок
- 1991 — Венера
- 1991 — Всё в ажуре
- 1991 — Диссонанс
- 1993 — Возвращение кота Леопольда:
  - Серия 1 «Просто Мурка»
  - Серия 2 «Не всё коту масленница»
  - Серия 3 «Суп с котом»
  - Серия 4 «Кот в сапогах»
- 2010 — Приключения Котёнка и его друзей[3]
- 2015 — Новые приключения кота Леопольда[3]

### Сценарист
- 1989 — Крик
- 1989 — Гордиев узел
- 2010 — Приключения Котёнка и его друзей[3]

### Художник-постановщик
- 1975 — Леопольд и золотая рыбка

### Художник-мультипликатор
- 1970 — Ананси (сказка джунглей)
- 1971 — Соломенный бычок

## Награды и премии
- Заслуженный деятель искусств Российской Федерации (23 марта 2012 года) — за заслуги в области искусства[1].
- Лауреат Государственной премии СССР за произведения литературы и искусства для детей (31 октября 1985 года) — за цикл мультипликационных телефильмов «Приключения кота Леопольда» производства творческого объединения «Экран» Центрального телевидения[8].
- Диплом Международного кинофестиваля 1981 года в Бильбао (Испания) за фильм «Раз ковбой, два ковбой»[9]
- Гран-при «Приз Дуная» на фестивале детских фильмов 1985 года в Братиславе (ЧССР) за фильм «Кот Леопольд во сне и наяву».